# Hinrich Honerjeger
Hinrich Honerjeger († 1421 in Lübeck) war Ratsherr der Hansestadt Lübeck.

## Leben
Hinrich Honerjeger gehörte den Gewandschneidern in Lübeck an. Während der bürgerlichen Unruhen zu Beginn des 15. Jahrhunderts in Lübeck gehörte er dem Neuen Lübecker Rat als von den Bürgern gewählter Ratsherr von 1413 bis 1416 an. 1416 ist er im Rat als Weddeherr belegt. In Testamenten Lübecker Bürger wird er häufiger als Urkundszeuge und als Vormund aufgeführt. Er bewohnte das Haus Fischstraße 10 in der Lübecker Altstadt.
Seine Tochter Kunigunde heiratete als Witwe in zweiter Ehe den Lübecker Ratsherrn Wenemar Overdyk.